# Лониго
Лониго (итал. Lonigo) је насеље у Италији у округу Виченца, региону Венето.
Према процени из 2011. у насељу је живело 12110 становника. Насеље се налази на надморској висини од 25 м.

## Становништво
Према резултатима пописа становништва 2011. у општини је живело 15.581 становника.
| 1951.  | 1961.  | 1971.  | 1981.  | 1991.  | 2001.  | 2011.  |
| ------ | ------ | ------ | ------ | ------ | ------ | ------ |
| 12.639 | 11.618 | 11.531 | 12.356 | 12.709 | 14.005 | 15.581 |

## Партнерски градови
- Абенсберг